# Sait Faik Abasiyanik
Sait Faik Abasiyanik (Adapazarı, 1906. november 23. – Isztambul, 1954. május 11.) török író. 
A 20. századi török irodalom kiemelkedő alakja, műveivel új stílust teremtett Törökországban. Főként rövid történeteket, novellákat és verseket írt. A modern török novellaírás kezdetét tőle számítjuk. Sait munkásságát megelőzően a történetmesélés művészete volt jellemző. Műveiben egy adott érzésről, pillanatnyi állapotról, a hétköznapi városi életmódról, annak embereiről, gyerekekről, halászokról, munkásokról, szegényekről, munkanélküliekről ír önreflexió szerűen.

## Élete
Nemesi családban született, melyet később a köztársaság beköszönte után elveszítettek. Édesanyja Makbule Abasiyanik, édesapja Mehmet Faik Abasiyanik. Élete során rengeteg helyen jár, kóborol a világban. Isztambulba költöztek, gimnáziumi éveit itt és Bursában töltötte, az Isztanbuli egyetemen tanult, majd édesapja nyomására Svájcba ment gazdaságot tanulni, de két hét után hazamegy. Majd 1931 és 1935 között a Franciaországban él, Grenoble városába, ahol be is fejezi az egyetemet. Franciaországi tapasztalatai meghatározzák későbbi munkásságát. 
Visszatér Törökországba, apja nyomásának engedve megpróbálkozik pénzügyi pályára lépni, de ismét sikertelenül. Később Burgazadaban vesznek házat, az ottani emberekről kezd el írni. 1939. május 14-én a Missouri állambeli St. Louis-i Nemzetközi Mark Twain Társaság tiszteletbeli tagja lett. Soha nem házasodott meg, vagy létesített párkapcsolatot nővel, feltehetően homoszexuális beállítottságú volt, mely a vizsgált időszak társadalmi normái között jelentős hatással lehetett magánéletére és társadalmi megítélésére. 1954. május 11-én halt meg Isztambulban, ahol utolsó éveit töltötte, ma háza múzeumként működik.

## Munkássága
A modern török novellaírás atyja. Műveiben sokat foglalkozik az egzisztencia témakörével, élethelyzetekről, a létezésről, pillanatnyi érzésekről, állapotokról ír, önreflexió szerűen. Műveit áthatja a melankólia és a magányosság érzete. Műveinek szereplői a gyakran a társadalom perifériájára sodródott hétköznapi, egyszerű emberek, halászok, gyermekek, munkanélküliek, munkások, szegények. Naturalista, egyszerű nyelvezet jellemzi. A Burgazadában töltött évek meghatározzák műveit, az ott élő emberekről írt, akik főként keresztények, zsidók, görögök és örmények voltak. Kezdetben műveit a Varlik irodalmi folyóiratba kezdte el publikálni. 1936-ban publikálta első novelláskötetét a Szamovárt. A negyvenes évek után társadalmi elidegenedésről szóló novellákat ír. Halála előtt megírja Alemdağ'da Var Bir Yılan című művét, mely többi művétől eltérően szürrealista elemeket tartalmaz. Az utolsó történetek témái, nyelvezetük és narratívájuk mélyen érintette az 1950 utáni írókat, különösen ezeken a változásokon keresztül. 

### Novellái
- Semaver (1936, Remzi Kitabevi) első novelláskötete, mely nagy sikernek örvendett
- Sarnıç (1939, Çığır Kitabevi) második megjelent novelláskötete
- Şahmerdan (1940, Çığır Kitabevi)
- Lüzumsuz Adam (1948, Varlık Yayınları)
- Mahalle Kahvesi (1950, Varlık Yayınları)
- Havada Bulut (1951, Varlık Yayınları)
- Kumpanya (1951, Varlık Yayınları)
- Havuz Başı (1952, Varlık Yayınları)
- Son Kuşlar (1952, Varlık Yayınları)
- Alemdağ'da Var Bir Yılan (1954, Varlık Yayınları) halála előtt írta, szürrealista elemek jelennek meg benne.
- Az Şekerli (1954, Varlık Yayınları)
- Tüneldeki Çocuk (1955, Varlık Yayınları)

### Versei
- Şimdi Sevişme Vakti (1953, Yenilik Yayınları)

### Regényei
- Medarı Maişet Motoru (1944, Yokuş Kitabevi)
- (1952, ikinci baskı, Birtakım İnsanlar adı ile)

Kayıp Aranıyor (1953, Varlık Yayınları)

### Fordításai
- Yaşamak Hırsı, Georges Simenon (1954)

### Interjúi
- Mahkeme Kapısı (1956, Varlık Yayınları)